# جايا (مغنية)
جايا هي مغنية فلبينية، ولدت في 21 مارس 1969 في مانيلا في الفلبين.

## وصلات خارجية
- جايا على موقع IMDb (الإنجليزية)
- جايا على موقع ميوزك برينز (الإنجليزية)
- جايا على موقع أول ميوزيك (الإنجليزية)
- جايا على موقع ديسكوغز (الإنجليزية)